# Dexter (Iowa)
Pour les articles homonymes, voir Dexter.
Dexter est une ville du comté de Dallas, en Iowa, aux États-Unis. Elle est incorporée le 7 janvier 1871.

## Source de la traduction
- (en) Cet article est partiellement ou en totalité issu de l’article de Wikipédia en anglais intitulé « Dexter, Iowa » (voir la liste des auteurs).